# Col·legi del Carme (Caldes de Montbui)
El Col·legi del Carme és una obra de Caldes de Montbui (Vallès Oriental) protegida com a bé cultural d'interès local.

## Descripció
És un edifici de grans dimensions, entre mitgeres, situat en una cantonada, dedicat a l'ús docent. Té una alçada de planta baixa i dos pisos. L'estructura és la tradicional, de gruixudes parets de càrrega, en edificis d'aquest tipus amb el forjat unidireccional de biguetes. La coberta és inclinada a dues vessants i de teula aràbiga. L'edifici queda rematat per un ràfec d'uns 40 centímetres, a manera de cornisa de ceràmica, i un canaló.
Hi ha un ordre en la disposició i en el tipus de forats. La façana es compon mitjançant una sèrie d'eixos verticals que ordenen els diferents forats, amb una distribució tant en vertical com en horitzontal, que dona una imatge bastant homogènia i molt neutra. Els forats tenen proporcions verticals i són de semblants característiques, uns són més amples i es disposen individualment, els altres són una mica més estrets i es disposen aparellats donant el conjunt un forat més ample. L'entrada principal es troba a la façana principal del carrer d'en Bellit, es rectangular amb la llinda decorada amb una forma apuntada al seu interior. La resta de finestres tenen una motllura, amb una decoració similar a la porta, a la part superior excepte les dues finestres que hi ha en el mateix eix que la porta; aquestes són allindanades i tenen la llinda i els brancals de pedra amb decoració escultòrica consistent en un arc de cortina a la llinda rematat als extrem en dos caps humans, altres dos caps es troben als extrems superiors de la llinda i els brancals tenen els angles amb acanalats, imitant una columna.

## Història
No es coneix la data de construcció, per diferents indicis se sap que és molt antic, però ha sofert moltes transformacions al llarg de la història. Per una banda hi ha una llinda de pedra d'una de les finestres una data inscrita que fa referència l'any 1707, per altra banda hi ha una arcada en planta baixa que possiblement és medieval.
La família Palaudarias eren els amos de l'edifici. Aquests tingueren una filla, la Mercè Palaudarias, que es feu monja de les Germanes Carmelites de la Caritat. La família deixà l'edifici en herència de la seva fill i, per tant, passà a la congregació. Les Germanes Carmelites eren les que portaven el Col·legi de l'Hospital (Residència i Hospital de Santa Susanna) a principis de segle, traslladant-se aleshores al nou edifici del carrer d'en Bellit cantonada Ruldó, aproximadament l'any 1919.
Se situa en el carrer d'en Bellit, fent cantonada amb el carrer d'en Ruldó. Carrer documentat l'any 1480 i 1486. Unia la Plaça de Sant Bartomeu amb el carrer Major o carretera de Caldes a Sant Feliu de Codines per un cantó i per l'altre amb el carrer de Vic i la Plaça del Lleó. Es creu que la part baixa del carrer havia portat anteriorment el nom de carrer d'Oliver, ja que en aquell indret hi havia l'hostal d'Oliver, actual casa Flaqué. El carrer tenia sortida a l'exterior de la muralla pel portal d'en Bellit.